# Kerrin Lee-Gartner
Kerrin Anne Lee-Gartner (Trail, 21 de septiembre de 1966) es una deportista canadiense que compitió en esquí alpino; campeona olímpica en Albertville 1992.

## Trayectoria
Participó en tres Juegos Olímpicos de Invierno, entre los años 1988 y 1994, obteniendo una medalla de oro en Albertville 1992, en la prueba de descenso.
En la Copa del Mundo consiguió seis podios en total.
En 1992 recibió el Trofeo Velma Springstead, el Premio Conmemorativo John Semmelink y la Medalla de Servicio Meritorio, y en 1995 fue admitida en el Salón de la Fama del Deporte Canadiense.
Se retiró de la competición en 1994. Posteriormente, trabajó como comentarista deportiva para la cadena CBC.

## Palmarés internacional
| Juegos Olímpicos | Juegos Olímpicos      | Juegos Olímpicos | Juegos Olímpicos |
| Año              | Lugar                 | Medalla          | Prueba           |
| ---------------- | --------------------- | ---------------- | ---------------- |
| 1992             | Albertville (Francia) | Medalla de oro   | Descenso         |